# スリラーバーク
スリラーバーク（Thriller Bark）は、漫画『ONE PIECE』に登場する架空の船。

## 概要
王下七武海の一人（当時）ゲッコー・モリアが所有する、世界一巨大な海賊船。内部に島を丸ごと乗せている。巨大さゆえに全貌を確認できず、実際に島にしか見えないため「ゴースト島」とも呼ばれる。船首にあたる部分は巨大な口を模しており、この「門」から、狙った海賊船を島の周囲を取り囲む壁の内側に閉じ込める仕組み。ブルックによれば、「西の海」からやって来たという。
島には「ホグバックの屋敷」と、モリアの寝室やダンスホールなどがあるメインマストの「マスト屋敷」があり、2つの屋敷は「ペローナの不思議の庭（ワンダーガーデン）」をはじめとするいくつかの渡り廊下で結ばれている。舵は「マスト屋敷」の側面から突き出た巨大な滑車を鎖で操作する。
10年ほど前から「偉大なる航路（グランドライン）」前半の「魔の三角地帯（フロリアン・トライアングル）」を航行している。この海域は常に霧に囲まれており、影を抜かれたものが直射日光によって早期に消滅することを防ぐ役割を果たしているが、近くに奇妙な海流があるらしく、その流れに乗ると霧から出てしまう。政府からは、スリラーバークにおける「夜討ち」が雑魚の海賊を片づけるという名目で許可されている模様。
バークとは帆船の1種で、この施設が巨大な帆船であることを示している言葉であり、「スリラーパーク」や「スリラーバーグ」は誤り。作者曰く『ナイトメアー・ビフォア・クリスマス』『アダムス・ファミリー』などの様々なホラー映画やゾンビ映画をモデルとしている。

## キャラクター

### 人物

#### 四怪人
スリラーバーク海賊団のメンバー。モリアと3人の部下たち。
ゲッコー・モリア
スリラーバーク海賊団船長。王下七武海の一人（後に除名）。超人系悪魔の実「カゲカゲの実」の能力者。元懸賞金3億2000万ベリー。
ドクトル・ホグバック
声 - 岩崎ひろし
スリラーバーク四怪人の一人。天才外科医。
「西の海」出身。45歳→47歳。誕生日は12月19日。身長223cm。いて座。血液型XF型。好物はスープスパゲティ。
超一流の医療技術を持ち、かつて医者として得られる全てを手にしていた男。奇跡のような手術で多くの人々の命を救い、チョッパーを始め世界中の医師たちから尊敬を集めていた。しかし、本性は傲慢かつ冷酷な性格であり、医者としての使命感や倫理観もなく、人を救っていたのは単に金のためでしかなかった。自分を天才と豪語しているが、普段は奇怪な行動をとるシンドリーに振り回されることが多く、ゾンビの弱点を漏らすなど間抜けな一面もある。シンドリー復活の恩義から、モリアへの忠誠心は高い。笑い方は「フォスフォスフォス」。
12年前、好意を寄せていた舞台女優・シンドリーが事故死したことで、仕事に身が入らない程に落ち込んでいた。その時にモリアと出会い、シンドリーを復活させることを条件にモリアの部下となる。シンドリーの死体を盗み出し、復活したシンドリーを自分の使用人として側に置いた。その後は、スリラーバークで影の入れ物となる死体「没人形（マリオ）」を作り出し、強靭なゾンビを生み出していた。
チョッパー・ロビンと対峙し、ジゴロウと犬ッペに始末させようとするが失敗。二人に成敗されかけた所にオーズが乱入し、踏み潰されかける。その後、何とか脱出し、敗れたモリアとアブサロムを連れてスリラーバークから逃げ出した。
モデルは漫才コンビ「南海キャンディーズ」の山里亮太で、シンドリーとの掛け合いは南海キャンディーズの持ちネタがモチーフになっている。
アブサロム
声 - 三浦祥朗
スリラーバーク四怪人の一人。兵士ゾンビ・将軍ゾンビ指揮官。異名は「墓場のアブサロム」。
「西の海」出身。34歳→36歳没。誕生日は12月30日。身長195cm。やぎ座。血液型F型。好物はシマウマの丸焼き。
ホグバックの手によってライオンの顎、ゾウの皮膚、クマとゴリラの300kgの筋力(体重)を移植されており、超人的な身体能力を持つ。一人称は「おいら」または「俺」。「ガルルルル」と咆哮を上げる。自分で考案した妙な略語を気に入り、それを繰り返し口にする癖がある。世界中の墓場の王となるのが夢。将軍ゾンビのローラに結婚を迫られているが、本人は全力で拒否している。
超人系悪魔の実「スケスケの実」の能力者。自分の体、および触れた人や物を透明にすることができる「透明人間」。この能力により透明にしたバズーカを両腕に着けている。また、能力を悪用して女湯を覗いたりする悪癖があるため、部下のゾンビたちからは「エロリーダー」「エロサロム」などと呼ばれている。
ナミを一目見て気に入り、結婚しようと誘拐したが、「スケスケの実」の能力に憧れていたサンジの逆恨みによる襲撃に遭い、倒される。一度はナミを奪い返し結婚式を再開しようとしたが、ナミに目覚められ、ローラに乱入される。ローラを倒すが、サンジとの闘いでダメージが残っていたためナミに簡単に倒された。モリアが敗れると、スリラーバークから逃げ出した。マリンフォード頂上戦争では現場にいた。
新世界編では、フリーライター「アブサ」と名乗り、能力を活かしスクープ記事を連発している。パンクハザード編では、キッドのアジトに潜入し、キッド海賊団・アプー海賊団・ホーキンス海賊団の海賊同盟結成をスクープした。ワノ国編では、黒ひげ海賊団の拠点である海賊島「ハチノス」に潜入するが、「能力者狩り」の標的となって殺害され、シリュウに能力を奪われた。
技一覧
怪人の手、怪人の足（かいじんのて、かいじんのあし）
透明化した体で攻撃する。
死者の手（ししゃのて）
透明化したバズーカによる攻撃。
透明化（スケーティング）
自身を能力で透明化させる。
ペローナ
声 - 西原久美子
スリラーバーク四怪人の一人。動物ゾンビ・びっくりゾンビ指揮官。異名は「ゴーストプリンセス」。
「西の海」出身。23歳→25歳。誕生日は6月7日。身長160cm。ふたご座。血液型XF。好物はベーグルサンド、ホットココア。
ゴスロリ風の衣装を身に纏い、ツインテールの髪型と王冠の髪飾りをした女性。勝気でわがままかつ男勝りな口調で、かわいいものが好き。不満があるとしばしば部下の動物ゾンビたち（特にクマシー）に当たり散らす。一方で、さみしがり屋でツンデレ的発言をすることもある。モリアには遊び半分でつきあっていると本人は主張しているが、子供の頃にモリアに拾われた恩もあり、彼を親のように慕っている。新世界編では容姿が成長し、腕にモリアのブリックバットを模したタトゥーを入れている。笑い方は「ホロホロホロ」。世界中のかわいいものたちを皆ゾンビに変えて、自分に服従させるのが夢。
超人系悪魔の実「ホロホロの実」の能力者。霊体を自在に生み出すことができる「霊体人間」。幽体離脱ができたり、分身であるゴーストを作り出し自在に操ることができる。このゴーストには、触れた者を強制的にネガティブ思考にするものと、破裂して物理的な衝撃波を生むものの2種類がある。霊体はあらゆる物体をすり抜けて行動でき、それを通して物事を見聞きしたり話すことができる。
ネガティブホロウでルフィたちを立ち所に戦闘不能に陥れ、その特異な能力を見せつける。元々ネガティブなウソップには通じなかったことに一旦は取り乱したが、幽体離脱や「ミニホロ」を駆使した戦法で彼を追い詰める。しかし、幽体離脱している間本体が無防備になることを見抜かれ、オモチャのゴキブリと風船ハンマーを食らい、恐怖のあまり気絶した。目を覚ました後は、サウザンドサニー号にお宝と食料を乗せてスリラーバークから脱出を図る。だが、突如姿を現したバーソロミュー・くまの能力によって、クライガナ島・シッケアール王国跡地に飛ばされる。後に彼女同様、くまによって飛ばされてきたゾロの傷を手当した。頂上戦争終結後、ゾロと共にミホークの居城に居候する。
新世界編では、修業を終えたゾロをシャボンディ諸島まで送り、海軍の追撃を妨害した。さまようスリラーバークにてクマシーの抜け殻と再会した後、再びクライガナ島に戻った。ワノ国編でモリアの活動を報じた新聞記事を見つけ、モリアの生存に涙を流して喜び、彼の元へと向かう。エッグヘッド編でモリアが捕らえられたハチノスに潜入すると、モリアの解放に協力することを条件にコビーを檻から解放する。
アニメSP『3D2Y』では、インペルダウンから脱獄した海賊バーンディ・ワールドへの対抗策として召集されたミホークに同行。グローセアデ号でルフィと遭遇し、ルフィたちに追撃をしかけようとしたワールドの部下セバスチャンにネガティブホロウをくらわせ戦闘不能にした。
技一覧
ネガティブホロウ
ゴーストを放ち、相手をネガティブにする。触れた者は、一時的に心が極端にネガティブな状態になり、戦意喪失してしまう。
ネガティブホロウズ
一度に4体のネガティブホロウを放つ。
ゴーストラップ
小さいゴースト「ミニホロ」を飛ばす。破裂して衝撃波を発する。
神風ラップ（かみかぜ - ）
巨大なゴースト「特ホロ」で「ゴーストラップ」を放つ。この技と「ネガティブホロウ」の組み合わせは彼女の最強コンボである。

#### 犠牲者
モリアに影を奪われた者たち。範囲は西の海・偉大なる航路、身分は海兵・海賊・一般人など広く及ぶ。
ブルック
紳士なガイコツ。後に麦わらの一味に入団。

##### 被害者の会
スリラーバークに住む、影を奪われた人々の集まり。「被害者ネットワーク」による情報収集能力を持ち、ゾンビの浄化方法も知っている。
スポイル
声 - 園部啓一
被害者の会名誉会長。大ケガした年寄り。誕生日は9月15日。その容姿から、ルフィ以外の面々に何度もゾンビと間違われた。
ローリング海賊団
船長は求婚のローラ。メンバーにリスキー兄弟がいる。3年もの間スリラーバークにいた。

### ゾンビ
ゲッコー・モリアの「カゲカゲの実」の能力により生み出された、動く死体。人間の持つ「もう一つの魂」である影を死体（多くはホグバックが強靭に造り直した「没人形（マリオ）」）に入れることで生み出される。ゾンビの「性格」「戦闘能力」は影のかつての持ち主に、「強靭さ」は死体の筋力に影響される。ゾンビの身体は死体であるため、ダメージを受けても痛みや疲労を感じず何度でも立ち上がるが、肉体的なダメージは蓄積される。またゾンビの特徴として、「非常に」という状態を表すのに「腐れ○○」という修飾語を多用する。
アブサロムは兵士ゾンビと将軍ゾンビ、ペローナはびっくりゾンビと動物ゾンビの指揮権を有している。モリアはゾンビに対する指揮権の全てを牛耳っており、指揮権の移行も自由に行える。影を入れた直後は反抗的な態度を取ることもあるが、時間が経ち影と死体が馴染むと従順になる。モリアが影と過去消去の契約を結ぶことで影の記憶をリセットすることができる。ゾンビの名前は、死体の元々の名前（例：シンドリー、リューマ、オーズ）や入れられた影の持ち主の名前（例：ローラ、リスキー兄弟）がつけられる場合や、新しい名前（例：クマシー、カバ紳士）がつけられる場合がある。アニメでは、ゾンビの声はいずれも元の体ではなく影の持ち主のものと同じになっている。
これらのゾンビは、影の本体である人間が死ねば同時に命を失う。また、もともと悪魔の実の力で動いているため、海の力を持つ塩（または塩漬け食品、海水）によって影は死体との結合状態を保つことができなくなり、抜け出てしまう（「浄化」）。また火に弱く、肉体が燃え尽きることでも浄化可能。
浄化され実体化している影はモリア以外の人間にも触れることが可能で、死体だけでなく生きた人間に対しても入れることができる。生きた人間に影を入れることで、影の戦闘能力が影を入れた人間の戦闘能力に加算される（ナイトメア・ルフィが例）。影を入れられる側の人間の精神力が弱いと気を失ってしまうが、入れられる側の人間の精神力が持つ限り、影はいくつでも入れることができる。ただし影は生きた人間には居着かないため、せいぜい10分程度しか影を入れた状態を保持させることができない。影が戻った人間の中には、ゾンビだった頃の記憶が継承される場合がある。
ゾンビには識別番号が入っている。浄化されたものは欠番となり、若い番号を持つゾンビを後になって作ることが多々ある。識別番号には以下の法則がある。
- 動物ゾンビ：0 - 199
- びっくりゾンビ：200 - 399
- 兵士ゾンビ：400 - 799
- 将軍ゾンビ：800 - 899
- 特別ゾンビ：900

すべてのゾンビたちは最終的にモリアの「影の集合地（シャドーズ・アスガルド）」によって強制的に影を抜き取られ、機能停止して動かぬ死体に戻った。

#### 動物（ワイルド）ゾンビ
ペローナの部下たち。全員動物の姿をしており、ペローナのお気に入りのぬいぐるみに似せて作られた。
クマシー
声 - 岩崎ひろし
動物ゾンビ隊長。王冠をかぶったクマ。
外見は可愛いためペローナのお気に入りだが、声が低いので喋る度ペローナに怒鳴られてしまう。背中のチャックから中に入ることができる。ぬいぐるみの様な見た目に反して機動力は高く、腕力は本物の熊をもしのぐ。誕生日は9月4日。
そげキングとなったウソップの奇襲に遭い、塩を口の中に入れられて浄化された。
カバ紳士
声 - 竹本英史
動物ゾンビ副隊長。口髭を生やしたカバ。
ナミを襲った際、犬ッペに蹴り倒される。その後、クマシーの敵討ちのためウソップに攻撃するが、「衝撃貝」で倒された。
ヒルドン
声 - 松野太紀
ホグバックの執事。
両腕がコウモリの様な翼になっており、飛ぶことができる。笑い方は「ヒヒヒヒ」。「す」を「し」と発音する。
ナミたちをホグバックの屋敷へ案内し、その後はモリアやペローナらにスリラーバークの状況を報告していた。
リスキー兄弟
声 - 沼田祐介、西脇保
届け物を配達するリス。ローリング海賊団のリスキー兄弟の影を入れられたゾンビ。
ナミたちを棺に入れて運んでいたが、脱走を許してしまった。その後、ペローナがスリラーバークから脱出する作業を手伝っていたが、宝物庫に現れたナミに脅されペローナの居場所を白状してしまった。
犬ッペ
声 - 粗忽屋
ペンギンゾンビトリオの一匹（新入り）。顔だけ犬のペンギン。サンジの影を入れられたゾンビ。誕生日は12月16日（犬(12)っP(16)）。
将軍ゾンビ級の強さを誇り、サンジと同じ「女は死んでも蹴らん」という主義を持つが、影と体が馴染んでからは、ロビンにも容赦なく蹴りかかった。
ナミたちを襲った動物ゾンビを返り討ちにするが、アブサロムに一撃で倒される。その後、モリアにより指揮権を移されたホグバックによって、ジゴロウと共にチョッパー・ロビンと対峙する。しかし、ゾロの影が入ったジゴロウとは相容れない性質で、仲間割れをした挙句、ホグバックが誤って下した命令に従い、塔から飛び降りた。
ケルベロス
声 - 藤本たかひろ
スリラーバークの入り口にある堀にいた三つ首の犬。
三つ首の内一つは狐であり、それを気にしていた様子で指摘されると怒り、鳴き声も「ゴォーン」と鳴く。誕生日は11月29日（いい肉の日）。
スリラーバークに上陸したナミたちを追いかけまわした。次に上陸したルフィたちも威嚇するが、ルフィに殴られ、そのまま彼らと途中の墓地まで同行することになる。墓地でゾンビ軍団が襲いかかってきた際に逃亡した。
ユニガロ、モクドナルド
声 - 岡本寛志、竹本英史
ユニガロはユニコーンのゾンビ。モクドナルドはおっさんと木の融合ゾンビ。
2人で一杯やっていた際、ルフィから仲間に勧誘された。

#### びっくりゾンビ
ペローナの部下たち。絵画・剥製・敷き皮などを模したゾンビの総称。
ブヒチャック
声 - 平井啓二
ブタの壁掛け剥製。ホグバックの屋敷の一室でゾンビ部長を担当。語尾に「ブヒ」と付ける。
敷きグマ
声 - 竹本英史
熊の敷き皮。

#### 兵士（ソルジャー）ゾンビ
アブサロムの部下たち。ゾンビの中では最も個体数が多い。
ビクトリア・シンドリー
声 - 桑島法子（ゾンビ）、進藤尚美（生前）
ドクトル・ホグバックの使用人。マルガリータという女性の影を入れられたゾンビ。
「西の海」出身。24歳没。誕生日は5月4日。身長188cm。おうし座。血液型F型。好物はピッツァ・マルゲリータ。
生前は舞台女優。貴族の生まれで、子供の頃から人気を集めていた。気取りがない心優しい性格で、その美貌はホグバックを始め、国中の男を魅了していた。ホグバックから求婚されたが、婚約者がいたため断っていた。12年前、舞台からの転落事故で死亡する。
ホグバックがモリアの部下になった際に死体を盗み出され、マルガリータの影を得てゾンビとなる。この時、過去消去の契約を結ばなかったため、影の持ち主同様皿嫌いで、皿を使わずに料理を出す。発言はことごとくネガティブかつ陰湿で、口癖は「○○なんか○○してしまえばいい」「○○するといい」。普段のホグバックに対する態度はかなり酷なものだが、命令には逆らえない。ホグバックにある程度の戦闘ができるように身体を改造されている。
ロビン・チョッパーとの戦いの時にチョッパーの言葉で身体の記憶が戻ったのか涙を流して行動が制限され、倒れた壁の下敷きになったホグバックの助けろという命令に従わず、生前を彷彿させる笑顔を浮かべ、ロビンとチョッパーを驚かせた。

#### 将軍（ジェネラル）ゾンビ
アブサロムの部下たち。生前に名を馳せた戦士の肉体を元にしているため、他のゾンビよりも高い戦闘能力を有する。
ほとんどが鎧姿だが、体の全体や一部が動物になっているゾンビもいる。
リューマ
声 - チョー（粗忽屋雑司ヶ谷店）
ワノ国の侍・リューマの肉体に、ブルックの影を入れられたゾンビ。
7年前、ブルックの影を入れられ復活した。ブルックの影が入っているため、彼と同じ陽気な性格になっている。生前はゾロと同じ「豪剣の侍」だったが、ゾンビとなったことでブルックの剣技を扱う。肉体のレベルはリューマの方が遥かに高いため、影を取り戻すために挑んできたブルックをことごとく返り討ちにしていた。
スリラーバーク編では屋敷の用心棒を務めており、研究室を覗いたウソップたちを攻撃する。その後、5年間の修業を積んだブルックを返り討ちにするが、続くゾロとの激闘の果てに、「飛竜 火焔」によって敗れる。得物である黒刀「秋水」をゾロに託した後、肉体が燃えつき、影は本来の持ち主であるブルックに戻った。
キャプテン・ジョン
声 - 岡本寛志
財宝のために残忍の限りを尽くした海賊。元ロックス海賊団船員。自身の財宝の在り処を「トレジャーマーク」に残したと言い伝えられている。
ゾンビとなった現在は「生前の悪名が泣く」と叱責されるほどにやる気が感じられず、登場シーンでは酒を飲んでいることが多い。宝を独り占めしたことで部下に殺されたため、体にはいくつもの刺し傷があり、2本の剣が刺さったままになっている。
ローラ
声 - 久川綾
花嫁衣裳を着たメスのイボイノシシ。ローリング海賊団船長・求婚のローラの影を入れられたゾンビ。
アブサロムに惚れており、幾度も婚約を求めている。アブサロムがナミに惚れているため、当初はナミを殺そうと追い回したが、彼女が恋の相談に乗ってくれたことで友情が芽生えた。アブサロムからナミを逃がすため、足止めしようとしたが返り討ちに遭う。ナミとのやり取りが本物のローラの記憶にも一部残ったことで、ナミとローラは親友同士になった。
タララン
声 - 田中一成
「スパイダーモンキー」。サルの頭と尾を持つ巨大グモ。
スリラーバークにいる500匹の部下「スパイダーマウス」との連携で、狙った獲物を確実に捕える。大きな耳を持つが、耳が遠くてあまり聞こえない。笑い方は「あっあっあっ」。手から放出する粘着性の高い糸「スパイダーねっとり網（ネット）」は、強度が高く人力ではちぎれないが、火には弱い。
屋敷の天井裏からルフィらを捕え、フランキーとロビン相手に奮闘するが、ブルックに影を抜かれて浄化された。
ジゴロウ
声 - 粗忽屋西神戸店
伝説のガンコオヤジ。異名は「風のジゴロウ」。ゾロの影を入れられたゾンビ。
「西の海」出身。59歳没。誕生日は2月21日（ジ(2)ゴロウ(U)→(21)）。身長238cm。うお座。血液型S型。好物は白米、海獣の肉、酒に合う物。
家族を守るために7千人の海賊を斬った剣豪。丁髷・まわし・ちょび髭といった容姿をしている。ゾロ同様に三刀流を使いこなし、煩悩鳳などの技を使用している。
ホグバックの命でチョッパー・ロビンと対峙する。しかし、サンジの影が入った犬ッペとは相容れない性質で、仲間割れをした挙句、ホグバックが誤って下した命令に従い塔から飛び降りた。
ギル・バスター
元ロックス海賊団船員。スリラーバーク編ではゾンビとして登場。元は作者が高校時代に発表した短編漫画「WANTED!」の主人公。

#### 特別（スペシャル）ゾンビ
オーズ
声 - 粗忽屋浜田山店
ルフィの影を入れられた特別ゾンビ。歴史上唯一「魔人」と呼ばれた狂戦士。古代巨人族。異名は「国引きオーズ」。リトルオーズJr.の先祖。
「北の海」出身。159歳没。誕生日は10月4日。身長39m。体重102t。てんびん座。血液型F型。好物は肉全般。
通常の巨人の3倍ほどもある異常な巨体で、頭から二本の角が生えている。約500年前に討ち取った国を島ごと自分の領土に持ち帰り、悪党たちの国を築いたという「国引き伝説」を残している。「氷の国」からモリアが死体を持ち出し、特別冷凍室に保管されていた。死因はチョッパー曰く「裸だったために凍死」とのこと。凍傷で右腕を失っているが、ホグバックによって復元されている。
ルフィの影を入れられているため、能天気で自由奔放な性格を引き継いでおり、戦闘面でも巨体に似合わぬ敏捷性と、圧倒的な怪力を併せ持つ。腹の中は空洞になっており、モリアが乗り込むコクピットが設けられている。また、その巨体ゆえに、浄化用の塩が通常サイズのゾンビに対する量では微量過ぎて通用しない。ゾンビであるため痛覚はないが、ダメージを受け続けても体の状態に気づけないことが弱点。
モリアの支配下に入ると麦わらの一味を襲撃し、圧倒的な力で壊滅状態に追い込む。しかし、途中参戦した「ナイトメア・ルフィ」によって倒される。再び立ち上がるも、蓄積されたダメージで右腕が動かなくなり、ルフィの一撃で背骨を折られたことで完全に行動不能になった。
『ONE PIECE magazine Vol.3』の「怪物図鑑」によれば、筋肉のつき方はゴリラに近く、握力・背筋・腹筋などが異常発達している。骨格は人間に近いが、その強度は鋼鉄並みで、特に下半身の骨が強靭。腹部の縞模様の皮がカーテンのようになっており、モリアはここからコクピットに入る。モリアが座る台座はオーズの激しい動きに耐えられるよう強く固定されている。
技一覧
ゴムゴムの鐘、ゴムゴムの鎌、ゴムゴムの銃、ゴムゴムの鞭、ゴムゴムの槍、ゴムゴムのバズーカ、ゴムゴムの銃乱打、ゴムゴムのスタンプ、ゴムゴムの回転弾、ゴムゴムの銃弾、ゴムゴムの戦斧
いずれもルフィの技。体が伸びずとも圧倒的なリーチがあり、モリアの影革命によりさらにリーチと威力が増した。
ゴムゴムのしりもち
自らの巨体を生かして相手に向かって尻もちをする。ゴムとは関係なく、ルフィも使ったことがない。
オーズボール
モリアの「影革命」で体をボールのようにし、突進攻撃を仕掛ける。

#### その他のゾンビ
ギョロ、ニン、バオ
声 - 斉藤貴美子、竹本英史、粕谷雄太
モリアのもとで使用人を務めている小柄なゾンビたち。
ギョロは和服姿で、背に日本刀を差している。ニンは弓矢を背負っている。バオはマントを身に着けている。
スパイダーマウス
声 - 沼田祐介、平井啓二
タラランの部下。ネズミの顔をしたクモ。
タラランと同じ性質の糸を吐き出す。タラランの耳代わりとして、情報網の役割を持つ。また、影を抜くために侵入者を密かに捕らえたりもする。